# Liste des tournées de concerts de Nine Inch Nails

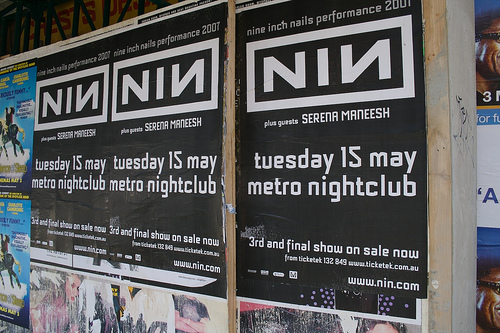
affiches pour la tournée Performance 2007 tour.

Nine Inch Nails est un projet américain de metal industriel fondé en 1988 par Trent Reznor à Cleveland, Ohio. De 1988 à 2009, Nine Inch Nails a joué à travers le monde, y compris en Amérique du Nord, en Amérique du Sud, en Europe, en Australie, au Japon et en Chine. Au cours des premières incarnations, Nails Inch Nails en tant que groupe live a joué lors des premières parties de groupes et de musiciens tels que Skinny Puppy, The Jesus and Mary Chain, Peter Murphy et Guns N' Roses. Les tournées qui suivent, Nine Inch Nails ont été présentées en tête d'affiches et des groupes comme Unkle, Marilyn Manson, Atari Teenage Riot et A Perfect Circle ont joué en première partie de leurs concerts.
Les performances en live contrastent avec les morceaux qui ont été enregistrés en studio,. Reznor écrit et réalise la quasi-totalité des enregistrements studio de Nine Inch Nails, avec parfois des combinaisons instrumentales et vocales d'autres artistes. Cependant, Reznor rassemble des musiciens pour les tournées et autres concerts. Le line-up live du groupe change constamment au cours de l'histoire du groupe, avec Reznor comme membre constant au chant et à la guitare. Des musiciens remarquables ont joué avec le groupe comme Richard Patrick, Chris Vrenna, Jeordie White, Robin Finck, and Josh Freese.

## Pretty Hate Machine Tour Series (1988–1991)
| Durée              | Tournée de soutien                  | Line-up            | Line-up       | Line-up        | Line-up                     | Lieu(x) (dates)                                            | Autres musiciens | Ref.   |
| Durée              | Tournée de soutien                  | Guitare électrique | Guitare basse | Batterie       | Claviers                    | Lieu(x) (dates)                                            | Autres musiciens | Ref.   |
| ------------------ | ----------------------------------- | ------------------ | ------------- | -------------- | --------------------------- | ---------------------------------------------------------- | --- | ------ |
| Oct–Nov 1988       | Skinny Puppy's VIVIsectVI Tour      | —                  | —             | Ron Musarra    | Chris Vrenna                | Amérique du Nord (10 dates)                                | Headliner: Skinny Puppy | ,      |
| Jan–Mar 1990       | Jesus and Mary Chain Automatic tour | Richard Patrick    | —             | Chris Vrenna   | Nick Rushe                  | Amérique du Nord (34 dates)                                | Jesus and Mary Chain | ,      |
| Mar–Apr 1990       | Peter Murphy's Deep tour            | Richard Patrick    | —             | Chris Vrenna   | David Haymes                | Amérique du Nord (30 dates)                                | Peter Murphy | ,      |
| Mar–Apr 1990       | Peter Murphy's Deep tour            | Richard Patrick    | —             | Chris Vrenna   | Lee Mars                    | Amérique du Nord (30 dates)                                | Peter Murphy | ,      |
| Mai–Août 1990      | Hate tour                           | Richard Patrick    | —             | Chris Vrenna   | Amérique du Nord (35 dates) | Support: Meat Beat Manifesto, Die Warzau, Pure, Cold Front | [ 9 ] |        |
| Mai–Août 1990      | RevCo Tour                          | Richard Patrick    | —             | Chris Vrenna   | Amérique du Nord (15 dates) | Support: Revolting Cocks                                   | [ 10 ] |        |
| Dec 1990– Fév 1991 | Sin tour                            | Richard Patrick    | —             | Chris Vrenna   | Amérique du Nord (31 dates) | Support: Die Warzau, Chemlab                               | [ 9 ] |        |
| Apr 1991           | Gub Tour                            | Richard Patrick    | —             | Chris Vrenna   | Amérique du Nord (6 dates)  | Support: Pigface                                           | [ 11 ] |        |
| Jui–Août 1991      | Lollapalooza                        | Richard Patrick    | —             | Jeff Ward (en) | James Woolley               | Amérique du Nord (28 dates)                                | With: Jane's Addiction, Siouxsie and the Banshees, Living Colour, Ice-T & Body Count, Butthole Surfers, Rollins Band, Violent Femmes | ,      |
| Août–Sep 1991      | Guns N' Roses' Tournée européenne   | Richard Patrick    | —             | Jeff Ward (en) | James Woolley               | Europe (13 dates)                                          | Headliner: Guns N' Roses, The Wonderstuff, Carter the Unstoppable Sex Machine                                                        | [ 14 ] |

## Self Destruct Tour (1994–1996)
| Durée               | Tournée de soutien           | Line-Up            | Line-Up      | Line-Up      | Line-Up                     | Lieu(x) (dates) | Autres groupes                                                                   | Ref. |
| Durée               | Tournée de soutien           | Guitare électrique | Basse        | Batterie     | Claviers                    | Lieu(x) (dates) | Autres groupes                                                                   | Ref. |
| ------------------- | ---------------------------- | ------------------ | ------------ | ------------ | --------------------------- | --- | -------------------------------------------------------------------------------- | ---- |
| Mar–Août 1994       | Self-Destruct                | Robin Finck        | Danny Lohner | Chris Vrenna | James Woolley               | Amérique du Nord, Europe (53 dates) | Support: Marilyn Manson, Type O Negative, Fem2fem, PIG, Die Krupps, Treponem Pal | ,    |
| Août 1994– Feb 1995 | Further Down the Spiral tour | Robin Finck        | Danny Lohner | Chris Vrenna | James Woolley               | Amérique du Nord (82 dates) | Support: Marilyn Manson, Jim Rose Circus, Pop Will Eat Itself, Hole              | ,    |
| Août 1994– Feb 1995 | Further Down the Spiral tour | Robin Finck        | Danny Lohner | Chris Vrenna | Charlie Clouser             | Amérique du Nord (82 dates) | Support: Marilyn Manson, Jim Rose Circus, Pop Will Eat Itself, Hole              | ,    |
| Avril 1995          | Alternative Nation Festival  | Robin Finck        | Danny Lohner | Chris Vrenna | Australie (3 dates)         | With: Faith No More, Ice-T & Body Count, Lou Reed, Violent Femmes, Primus, Tool, L7, The Tea Party, Ween, Live, The Flaming Lips, Pennywise, Pop Will Eat Itself, Powderfinger | [ 18 ]                                                                           |      |
| Sep–Oct 1995        | Dissonance/Outside tour      | Robin Finck        | Danny Lohner | Chris Vrenna | Amérique du Nord (26 dates) | With: David Bowie Support: Prick | ,                                                                                |      |
| Nov–Dec 1995        | Club Tour                    | Robin Finck        | Danny Lohner | Chris Vrenna | Amérique du Nord (11 dates) | Support: Helmet | [ 21 ]                                                                           |      |
| Août–Sep 1996       | Nights of Nothing tour       | various            | Danny Lohner | Chris Vrenna | Amérique du Nord (3 dates)  | With: Marilyn Manson, Meat Beat Manifesto | ,                                                                                |      |

## Fragility Tour (1999–2000)
| Durée              | Tournée de soutien | Line-up            | Line-up      | Line-up       | Line-up         | Lieu(x) (dates)                                       | Autres musiciens                                                                                | Ref.   |
| Durée              | Tournée de soutien | Guitare électrique | Basse        | Batterie      | Claviers        | Lieu(x) (dates)                                       | Autres musiciens                                                                                | Ref.   |
| ------------------ | ------------------ | ------------------ | ------------ | ------------- | --------------- | ----------------------------------------------------- | ----------------------------------------------------------------------------------------------- | ------ |
| Nov 1999– Fév 2000 | Fragility 1.0      | Robin Finck        | Danny Lohner | Jerome Dillon | Charlie Clouser | Europe, Japon, Nouvelle-Zélande, Australie (26 dates) | Support: Atari Teenage Riot, Skingame                                                           | ,      |
| Apr–Juin 2000      | Big Day Out        | Robin Finck        | Danny Lohner | Jerome Dillon | Charlie Clouser | Australie (6 dates)                                   | With: Red Hot Chili Peppers, Foo Fighters, Atari Teenage Riot, Blink-182, The Chemical Brothers | [ 26 ] |
| Juin–Juil 2000     | Fragility 2.0      | Robin Finck        | Danny Lohner | Jerome Dillon | Charlie Clouser | Amérique du Nord, Europe (43 dates)                   | Support: A Perfect Circle                                                                       | ,      |

## Live: With Teeth Tour (2005–2006)
| Durée          | Tournée de soutien        | Line-up            | Line-up       | Line-up                     | Line-up            | Lieu(x) (dates)                                           | Autres musiciens                                                                             | Ref.   |
| Durée          | Tournée de soutien        | Guitare électrique | Basse         | Batterie                    | Clavier            | Lieu(x) (dates)                                           | Autres musiciens                                                                             | Ref.   |
| -------------- | ------------------------- | ------------------ | ------------- | --------------------------- | ------------------ | --------------------------------------------------------- | -------------------------------------------------------------------------------------------- | ------ |
| Mar–Mai 2005   | Spring tour               | Aaron North        | Jeordie White | Jerome Dillon               | Alessandro Cortini | Amérique du Nord, Angleterre (30 dates)                   | Support: Carre Callaway, The Dresden Dolls                                                   | ,      |
| Juin–Août 2005 | Summer international tour | Aaron North        | Jeordie White | Jerome Dillon               | Alessandro Cortini | Europe, Japon, Australie (22 dates)                       | Support: The Dresden Dolls, Saul Williams, Eagles of Death Metal, The Bird Blobs, The Follow | [ 29 ] |
| Sep – Dec 2005 | Fall tour                 | Aaron North        | Jeordie White | Jerome Dillon               | Alessandro Cortini | Amérique du Nord, Amérique du Sud (46 dates)              | Support: Queens of the Stone Age, Autolux, Death from Above 1979                             | ,      |
| Sep – Dec 2005 | Fall tour                 | Aaron North        | Jeordie White | Alex Carapetis              | Alessandro Cortini | Amérique du Nord, Amérique du Sud (46 dates)              | Support: Queens of the Stone Age, Autolux, Death from Above 1979                             | ,      |
| Sep – Dec 2005 | Fall tour                 | Aaron North        | Jeordie White | Josh Freese                 | Alessandro Cortini | Amérique du Nord, Amérique du Sud (46 dates)              | Support: Queens of the Stone Age, Autolux, Death from Above 1979                             | ,      |
| Fév–Avril 2006 | Spring tour               | Aaron North        | Jeordie White | Amérique du Nord (33 dates) | Alessandro Cortini | Support: Moving Units, Saul Williams                      | [ 36 ]                                                                                       |        |
| Mai–Juil 2006  | Summer tour               | Aaron North        | Jeordie White | Amérique du Nord (31 dates) | Alessandro Cortini | Support: Saul Williams, TV on the Radio, Bauhaus, Peaches | [ 37 ]                                                                                       |        |

## Performance 2007 Tour (2007)
| Durée        | Tournée de soutien               | Line-up            | Line-up       | Line-up     | Line-up            | Lieu(x) (dates)                            | Autres musiciens | Ref.   |
| Durée        | Tournée de soutien               | Guitare électrique | Basse         | Batterie    | Clavier            | Lieu(x) (dates)                            | Autres musiciens | Ref.   |
| ------------ | -------------------------------- | ------------------ | ------------- | ----------- | ------------------ | ------------------------------------------ | --- | ------ |
| Fév–Mar 2007 | Spring European tour             | Aaron North        | Jeordie White | Josh Freese | Alessandro Cortini | Europe (63 dates)                          | Support: The Popo, Ladytron, Serena Maneesh | [ 38 ] |
| Aug–Sep 2007 | Summer / Fall international tour | Aaron North        | Jeordie White | Josh Freese | Alessandro Cortini | Europe, Asie, Australie, Hawaii (28 dates) | With: Foo Fighters, Silversun Pickups Support: Intacto, Theodor Bastard, Serena Maneesh, The Dandy Warhols, Ladytron, Alec Empire, Unkle, The Lovesong, White Rose Movement I Dublin, August 22, 2007. | [ 41 ] |

## Lights in the Sky (2008–2009)
| Durée         | Tournée de soutien | Line-up            | Line-up                | Line-up     | Line-up            | Lieu(x) (dates)             | Autres musiciens | Ref.   |
| Durée         | Tournée de soutien | Guitare électrique | Basse                  | Batterie    | Clavier            | Lieu(x) (dates)             | Autres musiciens | Ref.   |
| ------------- | ------------------ | ------------------ | ---------------------- | ----------- | ------------------ | --------------------------- | --- | ------ |
| Juil–Dec 2008 | Over North America | Robin Finck        | Justin Meldal- Johnsen | Josh Freese | Alessandro Cortini | Amérique du Nord (59 dates) | Support: A Place to Bury Strangers, Boris, The Bug, Crystal Castles, Deerhunter, Does It Offend You, Yeah?, Health, White Williams | ,      |
| Octobre 2008  | Over South America | Robin Finck        | Justin Meldal- Johnsen | Josh Freese | Alessandro Cortini | Amérique du Sud (3 dates)   | Support: Vigilante | [ 43 ] |

## Wave Goodbye Tour|Wave Goodbye (2009)
| Durée               | Tournée de soutien | Line-up            | Line-up               | Line-up    | Line-up | Lieu(x) (dates)                                         | Autres musiciens                                                     | Ref.   |
| Durée               | Tournée de soutien | Guitare électrique | Basse                 | Batterie   | Clavier | Lieu(x) (dates)                                         | Autres musiciens                                                     | Ref.   |
| ------------------- | ------------------ | ------------------ | --------------------- | ---------- | ------- | ------------------------------------------------------- | -------------------------------------------------------------------- | ------ |
| Fev–Mars 2009       | 2009 Tour          | Robin Finck        | Justin Meldal-Johnsen | Ilan Rubin | —       | Australie & Nouvelle-Zélande (8 dates)                  | Support: The Naked and Famous, Jaguar Love                           | [ 43 ] |
| Mai–Août 2009       | NIN \| JA 2009     | Robin Finck        | Justin Meldal-Johnsen | Ilan Rubin | —       | Amérique du Nord, Europe, Asie (49 dates)               | With: Jane's Addiction Support: Street Sweeper Social Club           |        |
| Août-Septembre 2009 | Wave Goodbye       | Robin Finck        | Justin Meldal-Johnsen | Ilan Rubin | —       | New York City, Chicago, Los Angeles, Toronto (11 dates) | Support: The Horrors, Mew, Alec Empire, Health, Queen Kwong, io echo | [ 46 ] |